# Keleti tartomány (Kenya)

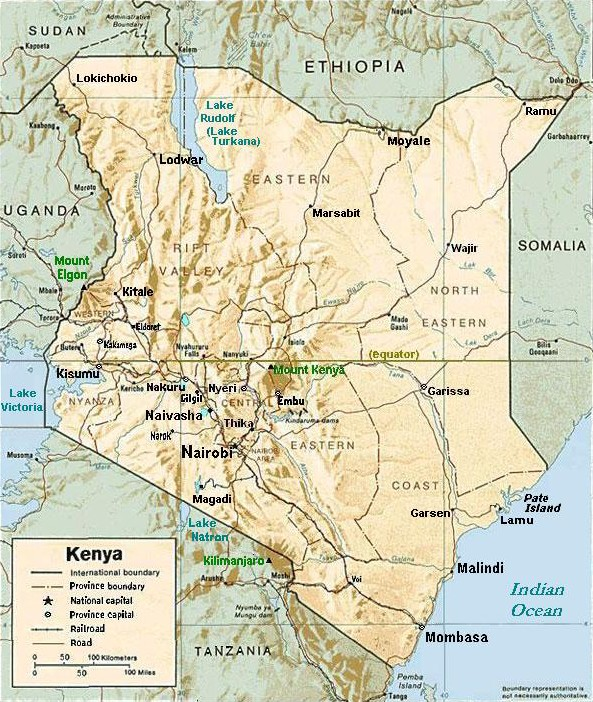
A Kenya-hegy is a Keleti Tartományban található)

A Keleti Tartomány egyike annak a nyolc tartománynak (mkoa), amelyre Kenyát közigazgatásilag felosztották. Északi szomszédja Etiópia, keleten az Északkeleti Tartomány, délen a Parti Tartomány. Nyugati szomszédai más kenyai tartományok, köztök a Központi Tartomány
A Keleti Tartomány fővárosa Embu.
Területe 159 891 km² (a második legnagyobb kenyai tartomány), népessége az 1999-es népszámlálás adatai szerint 4 631 779.
Lakosai főleg kambák, illetve más pásztorkodó népek.
Éghajlata száraz, illetve félszáraz. A Keleti Tartományban található az ország névadója, a Kenya-hegy, a Chalbi-sivatag és a Turkana-tó keleti fele.

## Kerületei
Kerület (Főváros)
- Embu (Embu)
- Isiolo (Isiolo)
- Kitui (Kitui)
- Macsakosz (Macsakosz)
- Makueni (Wote)
- Marszabit (Marszabit)
- Mbeere (Sziakago)
- Meru központi (Meru)
- Meru északi a (Maua)
- Meru déli b (Chuka)
- Moyale (Moyale)
- Mwingi (Mwingi)
- Tharaka (Tharaka)

a avagy Nyambene kerület.
b avagy Nithi kerület.